# Iwan Kriwoziercew
Iwan Kriwoziercew (ros. Иван Кривозерцев, ur. 1915 w Nowych Batiokach k. Smoleńska, zm. 30 października 1947 w Wielkiej Brytanii) – rosyjski chłop mieszkający niedaleko Katynia, jeden z najważniejszych świadków zbrodni katyńskiej.

## Życiorys

### Pochodzenie
Urodził się w rodzinie chłopskiej od pokoleń mieszkającej w Nowych Batiokach (pod nr. 119), niedaleko od stacji Gniezdowo, 12 km od Smoleńska. Jego rodzina ucierpiała w trakcie kolektywizacji, przez co był przeciwnikiem bolszewizmu. Ojciec był w końcu lat 20. i 30. kilkukrotnie aresztowany i więziony jako kułak. W 1934 roku został ponownie aresztowany i w 1937 roku zwolniony.
Iwan Kriwoziercew pracował dorywczo jako kowal, ślusarz oraz robotnik leśny. Nie został powołany do wojska ze względu na wadę wzroku. W 1940 roku wstąpił do kołchozu „Czerwona Zorza”, gdzie pracował przy inspektach, nieopodal stacji kolejowej Gniezdowo.

### Świadek zbrodni katyńskiej
W marcu–kwietniu 1940 roku był świadkiem przewożenia przez NKWD ciężarówek z polskimi oficerami. Sam jednak nie widział rozstrzeliwań, ale słyszał od miejscowych o kopaniu wielkich dołów. Zeznał, że kojarzył strażników i kierowców trzech lub czterech pojazdów służących do przewożenia jeńców i twierdził, że pochodzili z NKWD w Smoleńsku i Mińsku. Znał również osobiście Jakima Razuwajewa, kierowcę jednej z ciężarówek (czarnych woron), który opowiadał mu o przewożeniu polskich oficerów. Sam widział ciężarówki wracające z Katynia, wypełnione rzeczami żołnierzy (kufry, plecaki, płaszcze, futra, kożuchy). Latem 1942 roku usłyszał, że pracujący w okolicy jeńcy polscy dokonali odkrycia części grobów z pomordowanymi oficerami.

### Zeznania złożone Niemcom
Na początku 1943 roku jako pierwszy powiadomił stacjonujących w okolicy żołnierzy niemieckich o masowych, polskich grobach. Został przesłuchany przez niemiecką policję polową, najpierw 17 lub 18 lutego, następnie 27 lutego. Później jego zeznania zostały zapisane również na płycie. Wspólnie z innymi świadkami, okolicznymi chłopami (Parfienem Kisielewem, Iwanem Andriejewem, Grigorijem Wasilkowem) był z Niemcami na miejscu rozstrzeliwań i złożył obszerne zeznania. Był obecny przy ekshumacji, uczestniczył w najmowaniu do prac miejscowych robotników. Występował również jako świadek wobec przyjeżdżających do tego miejsca osób i komisji zapraszanych przez Niemców. Jako tłumacz służył mu Eugeniusz Siemianienko, syn mieszkającej w Nowych Batiokach Polki, Emilii Siemianienko, z domu Kozłowskiej.

### Ucieczka na Zachód
W 1944 roku Iwan Kriwoziercew, wspólnie z matką i sześcioletnią siostrzenicą, z pomocą niemieckiej kolumny samochodowej uciekł przed zbliżającymi się wojskami radzieckimi do Mińska, gdzie spotkał Iwana Andriejewa i Eugeniusza Siemianienko, następnie udał się na Zachód. Zdawał sobie sprawę, że za ujawnienie Niemcom zbrodni katyńskiej może mu grozić kara. Jego matka i siostrzenica zaginęły w drodze, na terenie Niemiec. On sam zgłosił się do amerykańskiej administracji okupacyjnej w Bremie. Amerykanie nie byli jednak w stanie zrozumieć jego zeznań i chcieli przekazać go jednostkom Armii Czerwonej. Kriwoziercewowi udało się jednak przedostać do II Korpusu Polskiego stacjonującego we Włoszech, gdzie złożył obszerne zeznania Ferdynandowi Goetlowi i Józefowi Mackiewiczowi (ogółem pięć zeznań dla polskich władz emigracyjnych).

### Azyl w Wielkiej Brytanii i śmierć
Wspólnie z jednostkami polskimi trafił do obozu dla uchodźców w Wielkiej Brytanii, gdzie jako Michał Łoboda uzyskał azyl polityczny. Zamieszkał w hrabstwie Somerset. 30 października 1947 roku został znaleziony powieszony na drzewie (według innej wersji w stodole; miał też zostać zamordowany podczas bójki w barze). Angielska policja uznała, że było to samobójstwo, choć budzi to bardzo wiele wątpliwości. Józef Mackiewicz napisał na temat jego tajemniczej śmierci kilka artykułów. Władze brytyjskie ogłosiły, że śmierć Kriwoziercowa była wynikiem samobójstwa. W niewyjaśnionych okolicznościach zniknął w tym czasie jego przyjaciel.
Ferdynand Goetel napisał o Iwanie Kriwoziercewie: „Przywrócił mi zachwianą już wiarę w poczucie humanitaryzmu, zawarte w duszy rosyjskiego ludu”.